# Campionati mondiali di tiro 1902
I campionati mondiali di tiro 1902 furono la sesta edizione dei campionati mondiali di questa disciplina e si disputarono a Roma. Questa edizione fu organizzata dall'ISSF e dalla federazione di tiro italiana. La nazione più medagliata fu la Svizzera.

## Risultati

### Uomini

#### Carabina
| Evento                     | Oro                                                                                         | Oro       | Argento                                                                                        | Argento   | Bronzo                                                                            | Bronzo    |
| Evento                     | Atleta                                                                                      | Risultato | Atleta                                                                                         | Risultato | Atleta                                                                            | Risultato |
| 300m 3 posizioni           | Emil Kellenberger                                                                           | 941       | Attilio Conti                                                                                  | 929       | Konrad Stäheli                                                                    | 913       |
| 300m a terra               | Attilio Conti                                                                               | 321       | Daniele Bonicelli                                                                              | 318       | Auguste Cavadini                                                                  | 316       |
| 300m in ginocchio          | Konrad Stäheli                                                                              | 350       | Emil Kellenberger                                                                              | 335       | Gian Galeazzo Cantoni                                                             | 324       |
| 300m in piedi              | Emil Kellenberger                                                                           | 300       | Hans Lechner                                                                                   | 296       | Raphaël Py                                                                        | 295       |
| 300m 3 posizioni a squadre | Svizzera Alfred Grütter Emil Kellenberger Konrad Stäheli Heinrich Schellenberg Achille Roch | 4484      | Italia Daniele Bonicelli Gian Galeazzo Cantoni Attilio Conti Rocco Mollica Pasquale Vittonatti | 4318      | Francia Auguste Cavadini Maxime Lardin Maurice Lecoq Achille Paroche Léon Moreaux | 4285      |

#### Pistola
| Evento        | Oro                                                                    | Oro       | Argento                                                                                   | Argento   | Bronzo                                                                 | Bronzo    |
| Evento        | Atleta                                                                 | Risultato | Atleta                                                                                    | Risultato | Atleta                                                                 | Risultato |
| 50m           | Karl Hess                                                              | 470       | Konrad Stäheli                                                                            | 468       | Raphaël Py                                                             | 464       |
| 50m a squadre | Svizzera Karl Hess Jacob Lang Karl Roderer Achille Roch Konrad Stäheli | 2187      | Italia Pasquale Castellano Aventino Righini Giulio Sandri Roberto Tagliabue Luigi Tavelli | 2140      | Francia Caurette Louis Duffoy Raphaël Py Léon Moreaux Athanase Sartori | 2131      |

## Medagliere
Nazione ospitante
| Posiz. | Nazione  | Oro | Argento | Bronzo | Totale |
| ------ | -------- | --- | ------- | ------ | ------ |
| 1      | Svizzera | 6   | 2       | 1      | 9      |
| 2      | Italia   | 1   | 4       | 1      | 6      |
| 3      | Germania | 0   | 1       | 0      | 1      |
| 4      | Francia  | 0   | 0       | 5      | 5      |